# Дьявол и сеньорита Прим
«Дьявол и сеньорита Прим» (порт. O Demônio e a srta Prym) — роман бразильского писателя-романиста Пауло Коэльо опубликованный в 2000 году.
Книга пытается найти ответ на вопрос: «Есть ли плохие люди».
Книга «Дьявол и сеньорита Прим» завершает трилогию «И в день седьмой», куда входят «На берегу Рио-Пьедра села я и заплакала…» (1994) и «Вероника решает умереть» (1998).
Трилогия получила своё название благодаря тому, что в каждой из трех книг действие происходит в течение недели. Эта неделя коренным образом меняет жизнь всех героев.
В книге большое место уделяется Страху.
Тому, что зачастую людьми правят их страхи.
Страх одиночества, бедности, никчемности, непонимания и наконец… Страх Смерти.
Самый великий страх, который когда-либо испытывали люди.
Кто победит свой страх, тот останется победителем.

## Сюжет
В течение почти 15 лет, старушка Берта проводила целые дни, наблюдая за маленькой деревней Вискос, разговаривая со своим покойным мужем. Она ждет прихода дьявола, как предсказал её муж. Однажды, появляется незнакомец с намерением остаться на одну неделю в деревне.
В лесу он закопал 11 золотых слитков. На обратном пути он встречает Шанталь Прим. Она молодая и красивая девушка, работая в баре единственной в городе гостиницы, скучает от идиллии и медленного темпа жизни. Периодически заводит романы с приезжими, в надежде, что один из них окажется ей путём к спасению. Незнакомец сообщает ей о кладе, и обещает, что он будет принадлежать жителям, если они согласятся кого-нибудь убить. Кроме того, предлагает ей объявить жителям об этом предложении, за что обещает ей слиток золота, место хранения которого заранее ей сообщает, таким образом ставя девушку перед выбором — украсть золото, либо честно выполнить условия договора.
В молодой женщине идёт свирепый бой, бой между её ангелом и дьяволом. Она видит в золоте путь для бегства. Тем не менее, её что-то удерживает.
Через несколько дней, она решает рассказать о том, что предложил незнакомец, надеясь, что они откажутся. Реакция людей, посеяла зерно сомнения в Шанталь. Теперь она начала бояться за свою жизнь. Как акт отчаяния, она решается завладеть слитком золота, оправдывая себя. Судьба посылает волка-одиночку, который угрожает жизни Шанталь, Незнакомец приходит ей на помощь, и они оба убегают.
Между тем жители собираются выбрать свою жертву. Их козлом отпущения стала Берта, потому что она уже и так старая. Шанталь убеждает их, что ни при каких обстоятельствах убийство не будет оправданным; что их поведение является предметом контроля и выбора.
Книга показывает, что нет добрых и злых людей, рассказывает о том, что в людях идет ежесекундная борьба Добра и Зла, а кто победит — дело Веры и Самообуздания.
Каждый сам несет ответственность за свою жизнь…

## Основные темы
Книга повествует о борьбе добра и зла внутри каждого человека и об ответственности за совершаемые поступки. Однако так и не дает ответа на вопрос «есть ли плохие люди?».
1. Страх
2. Искушение
3. Добро и зло